# Peña Island
Peña Island ist eine Insel der Provinz Masbate auf den Philippinen, sie wird auf vielen Karten auch als Piña Island bezeichnet. Sie liegt etwa 4 km vor der Südküste der Insel Masbate, 12 km nördlich der Insel Chico und 25 km südwestlich liegt die Insel Naro. Peña Island liegt in den Gewässern des Golfs von Asid, im Norden der Visayas-See und wird von der Stadtgemeinde Cawayan aus verwaltet. Auf ihr liegt der gleichnamige Barangay Peña Island, dieser wird als städtisch beschrieben und hatte bei der Volkszählung 2020 exakt 2728 Einwohner.
Die Insel hat die Form eines langgezogenen Dreiecks, das nach Nordost ausgerichtet ist. Der etwa 1,2 km langen und ca. 0,6 km breiten Insel sind zahlreiche Seegraswiesen vorgelagert. Die Topografie der Insel ist gekennzeichnet durch ein flaches Terrain ohne größere Erhebungen. Der natürliche Pflanzenbewuchs findet sich im Süden der Insel und besteht aus einer tropischen Vegetation, die hauptsächlich aus Kokospalmen und Sträuchern besteht. Die Bevölkerung lebt vorwiegend vom Fischfang. Im Inselinneren finden sich auch kleinere landwirtschaftlich genutzte Flächen.
Die Insel kann vom Hafen in Cawayan aus mit gemieteten Auslegerbooten erreicht werden. Die Überfahrt dauert ca. 10–15 Minuten.